# Lawrenceburg (Tennessee)
Lawrenceburg és una població dels Estats Units a l'estat de Tennessee. Segons el cens del 2000 tenia 10.796 habitants.

## Demografia
Segons el cens del 2000, Lawrenceburg tenia 10.796 habitants, 4.718 habitatges, i 2.967 famílies. La densitat de població era de 331,1 habitants/km².
Dels 4.718 habitatges en un 27,2% hi vivien nens de menys de 18 anys, en un 45,2% hi vivien parelles casades, en un 14,3% dones solteres, i en un 37,1% no eren unitats familiars. En el 33,7% dels habitatges hi vivien persones soles el 17% de les quals corresponia a persones de 65 anys o més que vivien soles. El nombre mitjà de persones vivint en cada habitatge era de 2,24 i el nombre mitjà de persones que vivien en cada família era de 2,84.
Per edats la població es repartia de la següent manera: un 22,6% tenia menys de 18 anys, un 8,5% entre 18 i 24, un 25,5% entre 25 i 44, un 23,6% de 45 a 60 i un 19,7% 65 anys o més.
L'edat mediana era de 40 anys. Per cada 100 dones de 18 o més anys hi havia 79,1 homes.
La renda mediana per habitatge era de 25.770 $ i la renda mediana per família de 32.856 $. Els homes tenien una renda mediana de 27.264 $ mentre que les dones 20.250 $. La renda per capita de la població era de 17.310 $. Entorn del 12,5% de les famílies i el 16,4% de la població estaven per davall del llindar de pobresa.

## Poblacions més properes
El següent diagrama mostra les poblacions més properes.